# K. T. 스티븐스

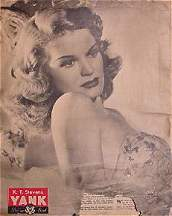

K. T. 스티븐스(K. T. Stevens, 1919년 7월 20일 ~ 1994년 6월 13일)는 미국의 배우이다. 본명은 글로리아 우드(Gloria Wood)이며, 영화 감독 샘 우드의 딸이다. 아버지의 명성에 가려지지 않기 위해 예명 캐서린 스티븐스(Katherine Stevens)를 지었고, 이것이 사람들에게 '케이티'라는 애칭으로 불리면서 K. T. 스티븐스라는 이름이 되었다.
할리우드에서 태어났으며 브렌트우드 (로스앤젤레스)에서 사망하였다. 사인은 폐암이다.

## 영화
- 위험한 불장난 (1984년)
- 더 영 앤 더 레스트리스 (1973년)
- 파트너 체인지 (1969년)
- 우리 생애 나날들 (1965년)
- 페리 메이슨 (1957년)
- 영웅의 여자 (1942년)
- 키티 포일 (1940년)